# Las Ánimas, Jalisco
Las Ánimas är en ort i Mexiko.   Den ligger i kommunen Santa María de los Ángeles och delstaten Jalisco, i den centrala delen av landet, 500 km nordväst om huvudstaden Mexico City. Las Ánimas ligger 1 723 meter över havet och antalet invånare är 122.
Terrängen runt Las Ánimas är kuperad söderut, men norrut är den platt. Las Ánimas ligger nere i en dal som går i nord-sydlig riktning. Runt Las Ánimas är det glesbefolkat, med 15 invånare per kvadratkilometer. Närmaste större samhälle är Colotlán, 12,0 km söder om Las Ánimas. I omgivningarna runt Las Ánimas växer huvudsakligen savannskog.